# Vikna
Vikna é uma comuna da Noruega, com 309 km² de área e 4 021 habitantes (censo de 2004).         